# رؤيا (تصوف)
الرؤيا لغة : الرؤيا مجموعة من الاعتقادات والإدراكات التي يلقيها الله في قلب العبد على يد مَلَك أو شيطان، إما بأسمائها أي حقيقتها، وإما بكناها وإما تخليطاً.

## تعريفات
انطلق العلماء المسلمون في تعريف الرؤيا من النصوص الشرعية، خاصة تلك التي فرّقت بين الرؤيا وغيرها مما يراه الإنسان في منامه، ومن هذه النصوص التي انطلق العلماء في تعريفاتهم من خلالها حديث أبي قتادة المتفق عليه:
- الرؤيا الصادقة من الله والحلم من الشيطان.
- ابن العربي: وهذا يشبه في حال اليقظة الخواطر الواردة على فكر الإنسان وقلبه، فإنها تأتي على نسق، أي على نظام واحد وقد تأتي على خلاف ذلك مسترسلة غير مُحَصَّلةٍ.
- الإمام المازري فقال: مذهب أهل السنة في حقيقة الرؤيا أنَّ الله تعالى يخلق في القلب النائم اعتقادات كما يخلقها في قلب اليقظان وهو سبحانه يفعل ما يشاء لا يمنعه نوم ولا يقظة، فإذا خلق هذه الاعتقادات فكأنه جعلها علماً على أمور أُخَر يخلقها في ثاني الحال، أو كان قد خلقها.
- وعُرفت بأنها: اعتقادات يخلقها الله في قلب النائم، كما يخلقها في قلب اليقظان فإذا خلقها فكأنه جعلها علماً على أمور أخرى، فيخلقها في ثاني الحال، وتلك الاعتقادات تارةً تقع بحضرة الملك فيقع بعدها ما يَسر، وتارةً تقع بحضرة الشيطان فيقع بعدها ما يضر.

## مناقشة
والحقيقة أن المتأمل في التعريفات يلحظ أنها متشابهة إلى حد كبير كما يلحظ الإشارة إلى التفريق بين نوعين من أنواع ما يرى الإنسان في منامه، كما يلحظ أنَّ الحديث أشار بقوله:
(( الرؤيا الصادقة من الله، والحلم من الشيطان ))
إلى أنَّ الله يخلق الرؤيا والاعتقادات التي جعلها علماً على ما يَسر بغير حضرة الشيطان،
ويخلق ما هو علم على ما يضر بحضرة الشيطان فيُنسب إلى الشيطان مجازاً لحضوره عندها وإن كان لا فعل له حقيقة،
وهذا معنى قوله صلى الله عليه وسلم:
( الرؤيا من الله والحلم من الشيطان ) لا على أنَّ الشيطان يفعل شيئاً.
وقال بعض العلماء : إنَّ الشيطان له فعلٌ وتأثيرٌ مباشر بدليل حديث جابر رضي الله عنه
قال: جاء رجل إلى النبي صلى الله عليه وسلم
فقال: رأيت كأن عنقي ضربت،
قال: (( لِمَ يحدث أحدُكم بِتَلَعّبِ الشيطان؟ )) أخرجه مسلم والإمام أحمد، وهذا اللفظ للإمام أحمد.
وفي لفظ عند الإمام مسلم: قال يا رسول الله: رأيت في المنام كأن رأسي ضُرب فتدحرج فاشتددت على أثره،
فقال رسول الله صلى الله عليه وسلم للأعرابي:
(( لا تحدّث الناس بتلعب الشيطان بك في منامك))،
وقال جابر: سمعت النبيّ صلى الله عليه وسلم بَعْدُ يخطب،
فقال: (( لا يحدثنّ أحدكم بتلعب الشيطان به في منامه))
قال الإمام محمد السفاريني رحمه الله:
المراد بتلعب الشيطان أنه يريه في منامه ما يحزنه، ويُدْخلُ عليه الهمَّ والغيظ ويُخَلِّطُ عليه رؤياه، فهو يتلاعب به، يقال لكل من عمل عملاً لا يجد عليه نفعاً: نما أنت لاعب،
قال وفي حديث الاستنجاء قال صلى الله عليه وسلم:
((إنَّ الشيطان يلعب بمقاعد بني آدم))
أي أنه يحضر أمكنة الاستنجاء ويرصدها بالأذى والفساد؛ لأنها مواضيع يُهجر فيها ذكر الله، ويُكْشف فيها العورات فأُمر بسترها والامتناع عن التعرض لنظر الناظرين ومهابِ الريح ورشاشِ البول، وكلُّ ذلك من لعب الشيطان وهذا الرأي هو الصحيح فيكون الحلم من الشيطان حقيقة فهو الذي يصوره للإنسان حقيقة لا مجازاً،
وهذا من عداوته الدائمة والمعلنة للإنسان. فالفعل إذاً نسبته للشيطان حقيقة. لا مجازاً.
قال سيد قطب رحمه الله:
وقبل كل شيء، نُقرّر أنَّ معرفةَ طبيعتها أو عدم معرفته لا علاقة له بإثبات وجودها وصدق بعضها ... إلى أن قال ... ونحن نتصورُ طبيعة هذه الرؤى على هذا النحو ... إنَّ حواجز الزمان والمكان هي التي تحولُ بين هذا المخلوق البشري وبين رؤية ما نسميه الماضي والمستقبل، أو الحاضر المحجوب، وأنَّ ما نسميه ماضياً أو مستقبلاً إنما يحجُبُه عنا عاملُ الزمان، كما يحجب الحاضرَ البعيدَ منا عامل المكان. وأنَّ حاسّةً ما في الإنسان لا نعرف كُنهها تستيقظ أو تقوى فتتغلَّبُ على حاجز الزمان وترى ما وراءه في صورةٍ مُبهمة، ليست عِلْماً ولكنها اسْتشفاف ... إلخ كلامه.
ثم قال: وأستطيع أن أكذّب كل شيء قبل أن أكذّب حادثاً وقع لي وأنا في أمريكا وأهلي في القاهرة، وقد رأيت فيما يرى النائم ابن أخت لي شاباً وفي عينه دم يَحْجُبها عن الرؤية. فكتبت إلى أهلي أستفسر عن عينه بالذات، فجاءني الردّ بأنَّ عينه أصيبت بنزيف داخلي وإنه يُعالَج. ويلاحظ أنَّ النزيف الداخلي لا يُرى من الخارج، فقد كان منظر عينه لمَن يراها بالعين المجردة منظراً عادياً، ولكنها كانت محجوبة عن الأبصار بالنزف الداخلي في قاعها، أما الرؤيا فقد كشفت عن هذا الدم المحجوب في الداخل.